# Eanmund
Eanmund, dal proto-norreno *Aiwamunduz (proto-norreno orientale Ēmund) o *Āmunduz (proto-norreno orientale Āmund), (... – Uppland, fine VI secolo), è stato un principe semi-leggendario sueone della casata dei Yngling/Scylfing, di Uppsala.
Al contrario dei suoi parenti, Eanmund è menzionato solo nel Beowulf.
Quando il padre Ohthere morì, il fratello minore Onela, suo zio, usurpò il trono Uppsala. Eanmund assieme al fratello Eadgils si rifugiarono presso i Geati; questo spinse Onela ad attaccarli, motivato anche dal fatto che il padre del re dei Geati Heardred aveva ucciso il padre di Onela, Ongenþeow. Nella battaglia Eanmund fu ucciso dal campione di Onela, Weohstan, e anche Heardred cadde. Eadgils tuttavia sopravvisse e, secondo il poema, il nuovo re e cugino di Heardred, Beowulf più tardi lo aiutò a vendicare Eanmund e Ohthere uccidendo Onela, evento che compare anche nelle fonti scandinave.
Nella storia, Weohstan prese la spada di Eanmund che tramandò a suo figlio Wiglaf, che la usò nella battaglia contro il drago con Beowulf.